# Trithemis arteriosa
Trithemis arteriosa là một loài chuồn chuồn ngô thuộc họ Libellulidae. Nó được tìm thấy ở Algérie, Angola, Bénin, Botswana, Burkina Faso, Cameroon, Central African Republic, Chad, Comoros, Bờ Biển Ngà, Ai Cập, Guinea Xích Đạo, Ethiopia, Gabon, Gambia, Ghana, Guinea, Kenya, Liberia, Libya, Madagascar, Malawi, Mali, Mauritanie, Maroc, Mozambique, Namibia, Niger, Nigeria, Sierra Leone, Somalia, Nam Phi, Sudan, Tanzania, Togo, Uganda, Zambia, Zimbabwe, và có thể Burundi.Recently it was recorded in Malta by a single specimen Các môi trường sống tự nhiên của chúng là sông, intermittent rivers, hồ nước ngọt, intermittent freshwater lakes, freshwater đầm lầy, và intermittent freshwater marches.

## Hình ảnh

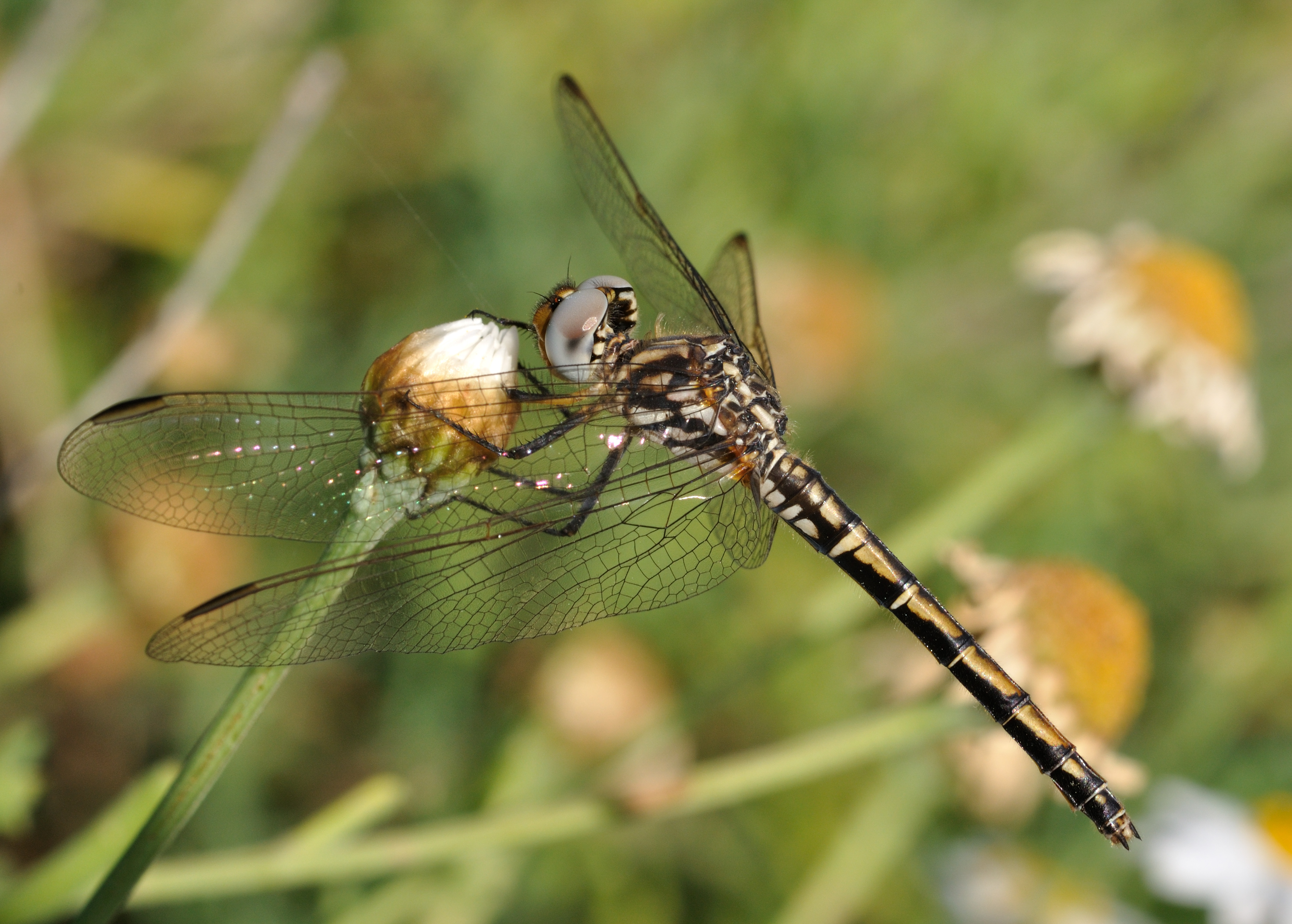
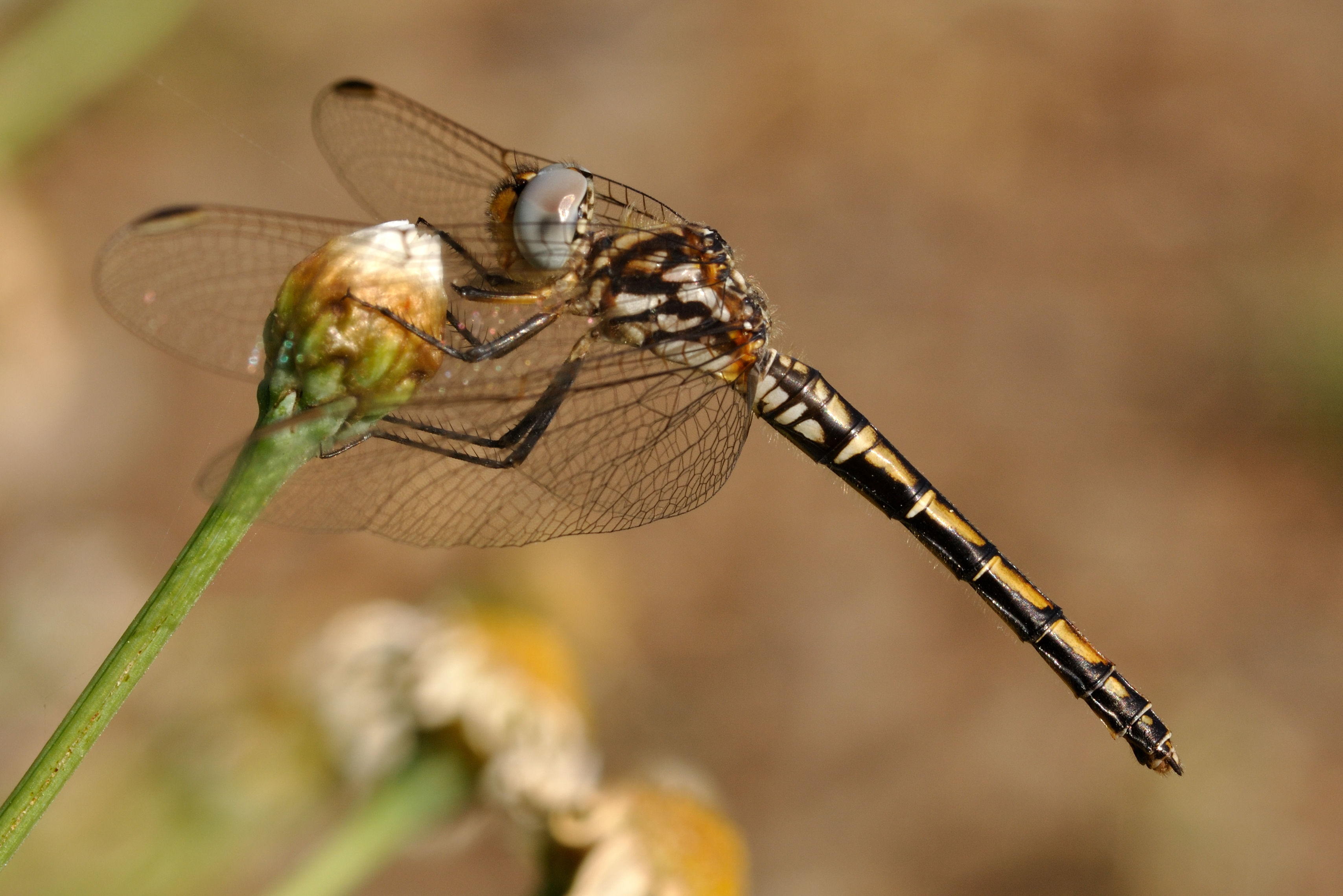
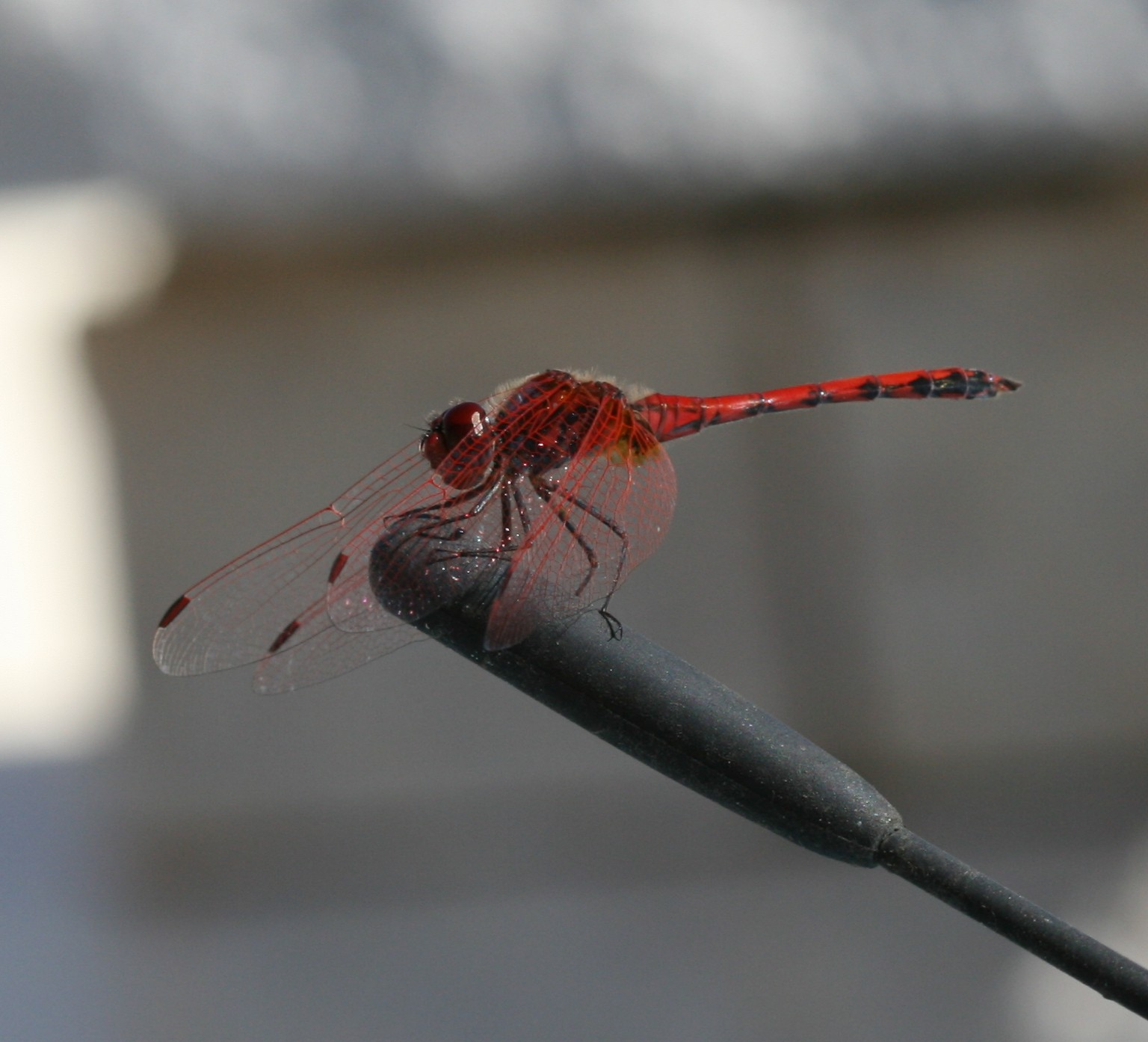
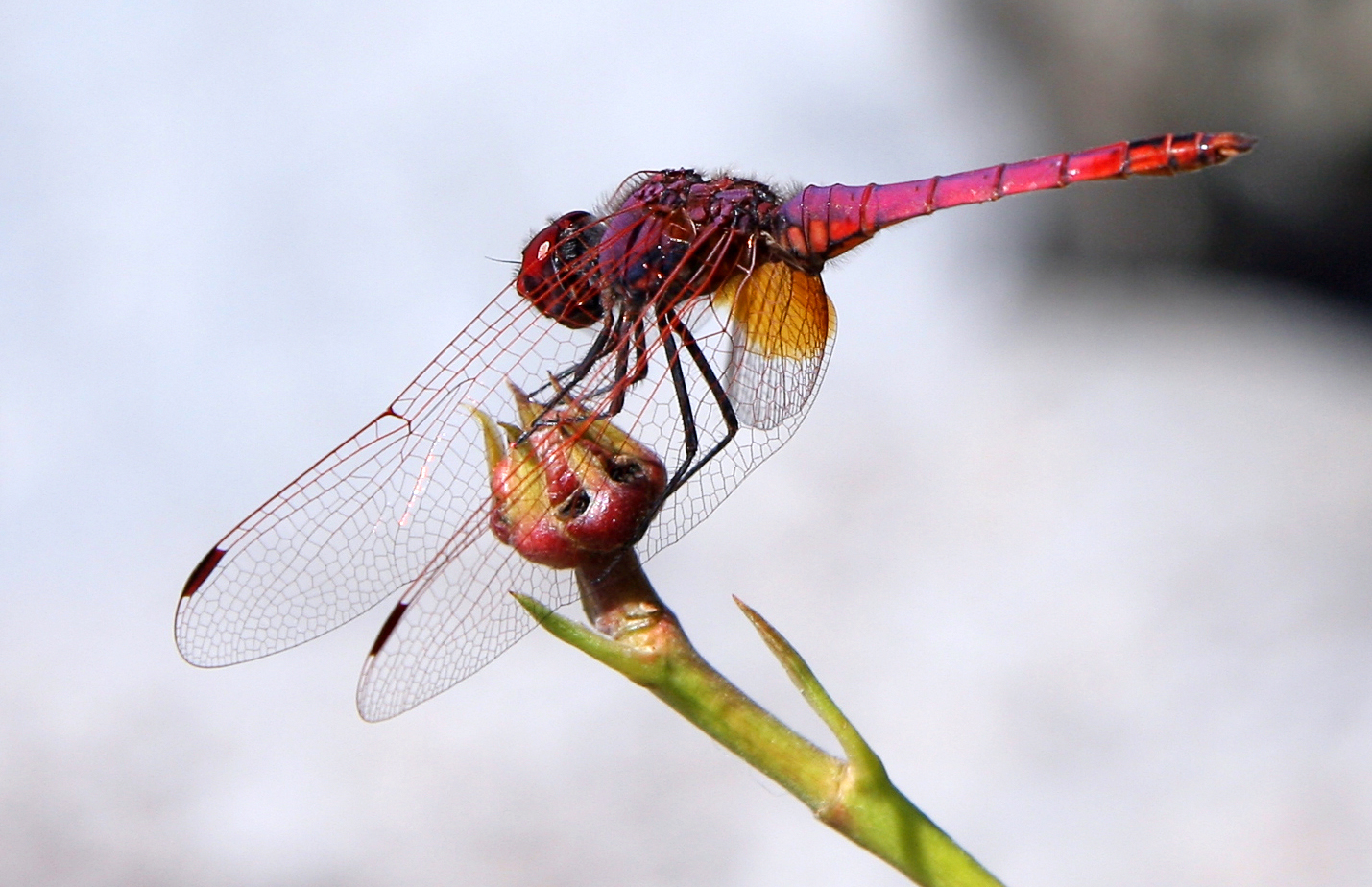